# Irish Masters
Irish Masters var en professionell snookerturnering som spelades varje år mellan 1978 och 2005. Det var endast de tre sista upplagorna av turneringen som hade rankingstatus.
Turneringen startades av Benson & Hedges som en irländsk variant av den mycket framgångsrika Mastersturneringen i London. Fram till 1980 spelades tävlingen med gruppspel, där endast sex spelare uppdelade i två tremannagrupper deltog. 1981 ökades antalet spelare till 12, och turneringen blev en ren utslagsturnering, ett format som behölls i över 20 år.
De första åren dominerades tävlingen av walesarna Terry Griffiths, Ray Reardon och Doug Mountjoy, som sinsemellan belade tio av de första fjorton finalplatserna. Därefter har Steve Davis dominerat tävlingen, med sammanlagt åtta segrar. I 1998 års final vann Ronnie O'Sullivan över Ken Doherty med 9-3. O'Sullivan blev dock diskvalificerad i efterhand, efter att ha åkt fast i ett drogtest (han hade använt cannabis). Därmed blev det Ken Doherty som vann turneringen detta år, även om hemmapubliken inte fick se honom lyfta trofén.
Efter år 2000 fick inte Benson & Hedges fortsätta att sponsra turnerinen, eftersom tobaksreklam förbjöds i Irland. Citywest Hotel tog över som sponsor. Under detta namn blev turneringen också en rankingturnering år 2003. Men 2005 års upplaga blev den sista. Snookerförbundet kunde inte komma överens med Citywest Hotel och den irländska statstelevisionen RTÉ om vilken vecka turneringen skulle spelas. Därmed försvann turneringen ur snookerkalendern. År 2007 spelades en inbjudningsturnering, Kilkenny Masters med ett tolv man starkt startfält, vid samma tid på året (våren). Denna turnering vanns av Ronnie O'Sullivan. Turneringen återkom dock inte 2008.

## Vinnare
| Inbjudningsturnering |
| Rankingturnering     |

| År                            | Vinnare                       | Motståndare                   | Resultat                      | Säsong                        |
| Benson & Hedges Irish Masters | Benson & Hedges Irish Masters | Benson & Hedges Irish Masters | Benson & Hedges Irish Masters | Benson & Hedges Irish Masters |
| ----------------------------- | ----------------------------- | ----------------------------- | ----------------------------- | ----------------------------- |
| 1978                          | John Spencer                  | Doug Mountjoy                 | 5-3                           | 1977/78                       |
| 1979                          | Doug Mountjoy                 | Ray Reardon                   | 6-5                           | 1978/79                       |
| 1980                          | Terry Griffiths               | Doug Mountjoy                 | 9-8                           | 1979/80                       |
| 1981                          | Terry Griffiths               | Ray Reardon                   | 9-7                           | 1980/81                       |
| 1982                          | Terry Griffiths               | Steve Davis                   | 9-5                           | 1981/82                       |
| 1983                          | Steve Davis                   | Ray Reardon                   | 9-2                           | 1982/83                       |
| 1984                          | Steve Davis                   | Terry Griffiths               | 9-1                           | 1983/84                       |
| 1985                          | Jimmy White                   | Alex Higgins                  | 9-5                           | 1984/85                       |
| 1986                          | Jimmy White                   | Willie Thorne                 | 9-5                           | 1985/86                       |
| 1987                          | Steve Davis                   | Willie Thorne                 | 9-1                           | 1986/87                       |
| 1988                          | Steve Davis                   | Neal Foulds                   | 9-4                           | 1987/88                       |
| 1989                          | Alex Higgins                  | Stephen Hendry                | 9-8                           | 1988/89                       |
| 1990                          | Steve Davis                   | Dennis Taylor                 | 9-4                           | 1989/90                       |
| 1991                          | Steve Davis                   | John Parrott                  | 9-5                           | 1990/91                       |
| 1992                          | Stephen Hendry                | Ken Doherty                   | 9-6                           | 1991/92                       |
| 1993                          | Steve Davis                   | Alan McManus                  | 9-4                           | 1992/93                       |
| 1994                          | Steve Davis                   | Alan McManus                  | 9-8                           | 1993/94                       |
| 1995                          | Peter Ebdon                   | Stephen Hendry                | 9-8                           | 1994/95                       |
| 1996                          | Darren Morgan                 | Steve Davis                   | 9-8                           | 1995/96                       |
| 1997                          | Stephen Hendry                | Darren Morgan                 | 9-8                           | 1996/97                       |
| 1998                          | Ken Doherty1                  | Ronnie O'Sullivan             | 3-9                           | 1997/98                       |
| 1999                          | Stephen Hendry                | Stephen Lee                   | 9-8                           | 1998/99                       |
| 2000                          | John Higgins                  | Stephen Hendry                | 9-4                           | 1999/00                       |
| Citywest Hotel Irish Masters  |                               |                               |                               |                               |
| 2001                          | Ronnie O'Sullivan             | Stephen Hendry                | 9-8                           | 2000/01                       |
| 2002                          | John Higgins                  | Peter Ebdon                   | 10-3                          | 2001/02                       |
| Citywest Hotel Irish Masters  |                               |                               |                               |                               |
| 2003                          | Ronnie O'Sullivan             | John Higgins                  | 10-9                          | 2002/03                       |
| 2004                          | Peter Ebdon                   | Mark King                     | 10-7                          | 2003/04                       |
| 2005                          | Ronnie O'Sullivan             | Matthew Stevens               | 10-8                          | 2004/05                       |

1 Ken Doherty vann turneringen efter att Ronnie O'Sullivan fastnat i drogtest